# Selección de fútbol de Parroquias de Jersey
La selección de fútbol de Parroquias de Jersey es el equipo que representa a Jersey en las competiciones de fútbol. A diferencia del seleccionado de Jersey, que es administrado por la Asociación de Fútbol de Jersey y se considera parte de la Asociación Inglesa de Fútbol, el seleccionado de Parroquias de Jersey es independiente y opera como miembro de la WUFA.
Como no es miembro de la UEFA ni de la FIFA, no puede competir en la Copa Mundial de la FIFA ni en la Eurocopa. Parroquias de Jersey fue miembro de ConIFA entre 2018 y 2021 y se había clasificado para la Copa Mundial de Fútbol de ConIFA de 2020 antes de que el torneo fuera cancelado debido a la pandemia de COVID-19.

## Historia
La selección de Parroquias de Jersey se formó en el verano de 2018 por el exjugador de Jersey James Scott, después de que la solicitud de la Asociación de Fútbol de Jersey no se uniera a la UEFA. En junio de 2018, el secretario general de la ConIFA, Sascha Düerkop, ofreció una invitación a Jersey para unirse a la organización, y en septiembre, la selección fue aceptado oficialmente como miembro luego de firmar un memorando de entendimiento con la Asociación de Fútbol de Jersey.
Aunque originalmente se pensó que Parroquias de Jersey haría su debut internacional en un torneo de clasificación de la Copa de Europa de Fútbol ConIFA 2019 en noviembre, se anunció una semana después que su primer partido internacional sería ante sus compañeros recién afiliados a la ConIFA Yorkshire el 21 de octubre. El 3 de octubre, Jack Boyle fue anunciado como el primer capitán del equipo.
La cobertura del primer partido fue proporcionada por BBC Radio Jersey. El capitán Jack Boyle anotó el primer gol del equipo durante el partido. El 7 de julio de 2020, Parroquias de Jersey fue anunciada como miembro fundador de la World Unity Football Alliance. El 2 de febrero de 2021, las parroquias de Jersey anunciaron que habían abandonado la ConIFA mediante una carta abierta a sus jugadores después de quedar decepcionados por la organización, sintiendo que habían sido excluidos de la Copa Europa de Fútbol de ConIFA 2021 como castigo por unirse a la WUFA el verano anterior.

## Desempeño en competiciones
| Copa Mundial de ConIFA | Copa Mundial de ConIFA | Copa Mundial de ConIFA | Copa Mundial de ConIFA | Copa Mundial de ConIFA | Copa Mundial de ConIFA | Copa Mundial de ConIFA | Copa Mundial de ConIFA | Copa Mundial de ConIFA |
| Año                    | Posición               | PJ                     | PG                     | PE                     | PP                     | GF                     | GC                     |                        |
| ---------------------- | ---------------------- | ---------------------- | ---------------------- | ---------------------- | ---------------------- | ---------------------- | ---------------------- | ---------------------- |
| 2014                   | No participó           | No participó           | No participó           | No participó           | No participó           | No participó           | No participó           |                        |
| 2016                   | No participó           | No participó           | No participó           | No participó           | No participó           | No participó           | No participó           |                        |
| 2018                   | No participó           | No participó           | No participó           | No participó           | No participó           | No participó           | No participó           |                        |
| 2020                   | Evento cancelado       | Evento cancelado       | Evento cancelado       | Evento cancelado       | Evento cancelado       | Evento cancelado       | Evento cancelado       |                        |
| Total                  | 0/4                    |                        | 0                      | 0                      | 0                      | 0                      | 0                      |                        |

## Partidos
| Fecha                 | Estadio           | Lugar                | Competición                |                      | Rival        | Resultado |
| --------------------- | ----------------- | -------------------- | -------------------------- | -------------------- | ------------ | --------- |
| 21 de octubre de 2018 | La Rue des Vignes | Saint Peter, Jersey  | Amistoso                   | Parroquias de Jersey | Yorkshire    | 2-1       |
| 1 de junio de 2019    | Ingfield Stadium  | Ossett, Yorkshire    | Atlantic Heritage Cup 2019 | Parroquias de Jersey | Yorkshire    | 0-1       |
| 2 de junio de 2019    | CNG Stadium       | Harrogate, Yorkshire | Atlantic Heritage Cup 2019 | Parroquias de Jersey | Islas Chagos | 9-2       |
| 29 de mayo de 2021    | Church Road       | Whyteleafe, Surrey   | Southern Frontier Cup 2020 | Parroquias de Jersey | TBD          | -         |
| 30 de mayo de 2021    | Church Road       | Whyteleafe, Surrey   | Southern Frontier Cup 2020 | Parroquias de Jersey | TBD          | -         |

## Desempeño contra otras selecciones
| Oponente     | PJ | PG | PE | PP | GF | GC |
| ------------ | -- | -- | -- | -- | -- | -- |
| Islas Chagos | 1  | 1  | 0  | 0  | 9  | 2  |
| Yorkshire    | 2  | 1  | 0  | 1  | 2  | 2  |